# 1881 en France
Chronologie de la France
- 1877
- 1878
- 1879
- 1880
- 1881
- 1882
- 1883
- 1884
- 1885

Cette page concerne l'année 1881 du calendrier grégorien.

## Événements
- 4 janvier : décret qui crée le certificat d'aptitude pédagogique  « destiné à constater plus particulièrement l'aptitude des instituteurs et institutrices à la direction d'école publique comprenant plusieurs classes »[1].

- 13 février : premier numéro du journal féministe La Citoyenne fondé par Hubertine Auclert[2].
- 25 février : en l'honneur de Victor Hugo qui vient d'entrer dans sa quatre-vingtième année, Jules Ferry décrète la levée des punitions dans tous les lycées, collèges et écoles relevant de son ministère[3].
- 9 mars : incendie du grand magasin Le Printemps. Le sinistre fait douze blessés et un mort, le sapeur Havard[4].
- 13 mars : l'Armée du Salut tient sa première réunion publique en France dans le passage d'Angoulême[5].
- 23 mars : un terrible incendie détruit le théâtre municipal de Nice, causant la mort de cinquante neuf personnes[6].
- 30 mars : incursion de Kroumirs en Algérie[7].

- 7 avril : Jules Ferry obtient le vote par la Chambre d'un crédit de 5,7 millions de francs (par 474 députés sur 521) finançant l'envoi d'un corps expéditionnaire de 25 000 hommes en Tunisie[7]. Cette intervention marque le début de la Conquête de la Tunisie par la France.
- 9 avril : création d'une Caisse nationale d'épargne sous la tutelle du ministère des Postes[8].

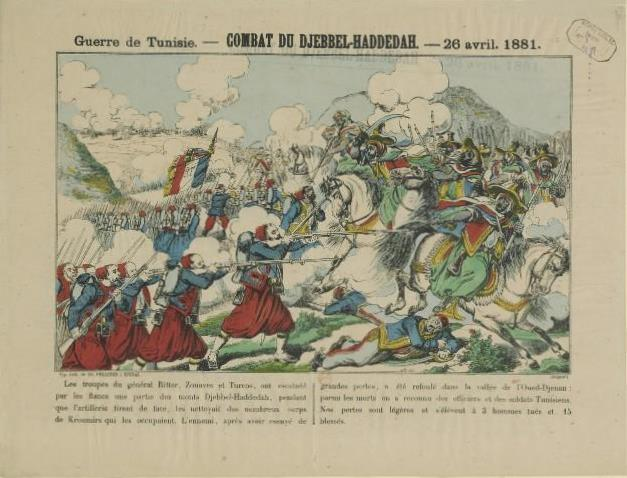
Combat du Djebel Haddeda - Tunisie, 26 avril 1881.

- 24 avril : intervention française en Tunisie (fin en novembre). Une armée de 30 000 hommes passe la frontière. La Kroumirie est occupée sans que le bey donne l’ordre à ses troupes régulières de réagir[7].

- 7 mai : un nouveau tarif général des douanes est promulgué exonérant l'ensemble des matières premières de l'industrie française ; il comprend nombreuses augmentations de droits, mais qui restent modérées (hausse de 6,5 à 7,1%)[9].
- 12 mai : le gouvernement français et le bey de Tunis signent le traité du Bardo[7].
- 25 mai : le système de l'indigénat est introduit en Cochinchine par décret (fin le 6 janvier 1903)[10].
- Mai ou juin : le Français Pierre Arnoux s’installe à Obock (il est tué le 3 mars 1882)[11] ; le 30 juin, Paul Soleillet signe un engagement avec l’entrepreneur havrais Albert Godin qui vient de fonder la Société française d’Obock. Soleillet arrive à Obock le 12 janvier 1882[12].
- 16 juin : loi sur la gratuité de l'enseignement primaire obligatoire[13].
- 17-20 juin : vêpres marseillaises. Crise franco-italienne au lendemain du traité du Bardo qui fait la Tunisie sous protectorat français au détriment de l'Italie. De violentes émeutes déchirent la ville de Marseille et visant spécifiquement les immigrés italiens. Les émeutes durent 3 jours et font 3 victimes avant que les gendarmes ne parviennent à rétablir l'ordre[14].

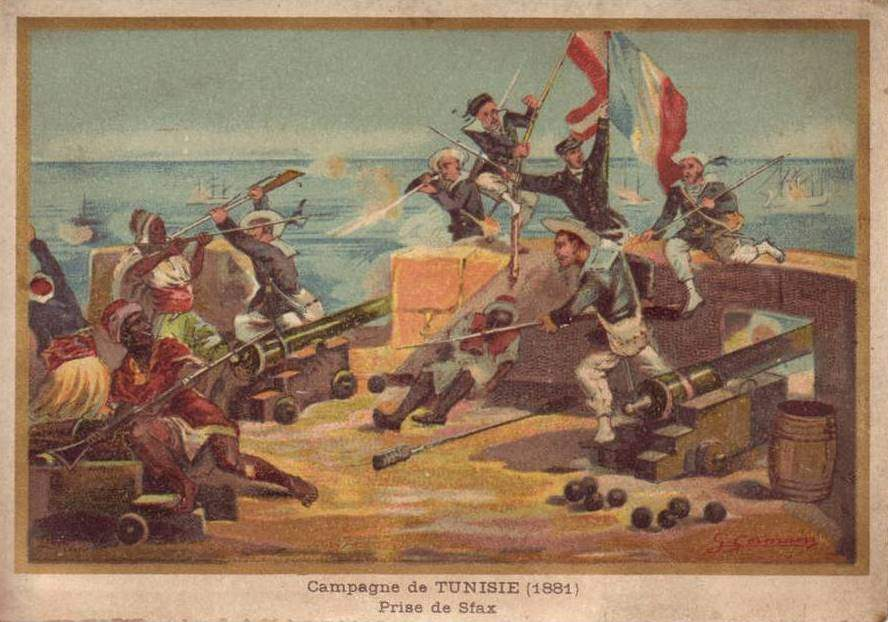
Prise de Sfax le 16 juillet 1881.

- 18 juin, Tunisie[15] : une canonnière française, le Chacal, fait son apparition devant Sfax, mais est accueillie par des coups de fusil[16]. L'intervention française provoque une insurrection musulmane, encouragée par les marabouts sanoussi qui proclament le djihad à Sfax, Gabès et Kairouan, réprimée de juillet à octobre par un corps expéditionnaire français de 50 000 hommes. Les dissidents se soumettent sans grande résistance fin novembre. Seule, dans l’extrême sud, quelques tribus restent en guerre jusqu’en 1883.
- 28 juin : une « loi qui confère aux administrateurs des communes mixtes en territoire civil la répression, par voie disciplinaire, des infractions spéciales de l'indigénat », est adopté par l'Assemblée nationale pour l'Algérie. Ce « code de l'indigénat » est appliqué à l'ensemble de l'empire colonial français à partir de 1887[17].
- 30 juin : loi sur la liberté de réunion, qui conditionne la tenue de réunion à une simple déclaration[18].

- 5 juillet : protectorat français sur le Fouta-Djalon[19].
- 26 juillet : création de l'école normale supérieure féminine de Sèvres[13].
- 29 juillet : promulgation de la loi sur la liberté de la presse[18], qui comprend également des dispositions sur l'affichage (à l'origine des panneaux « Défense d'afficher - Loi du 29 juillet 1881 »)[20].

- 2 août : décret sur les écoles maternelles[21].

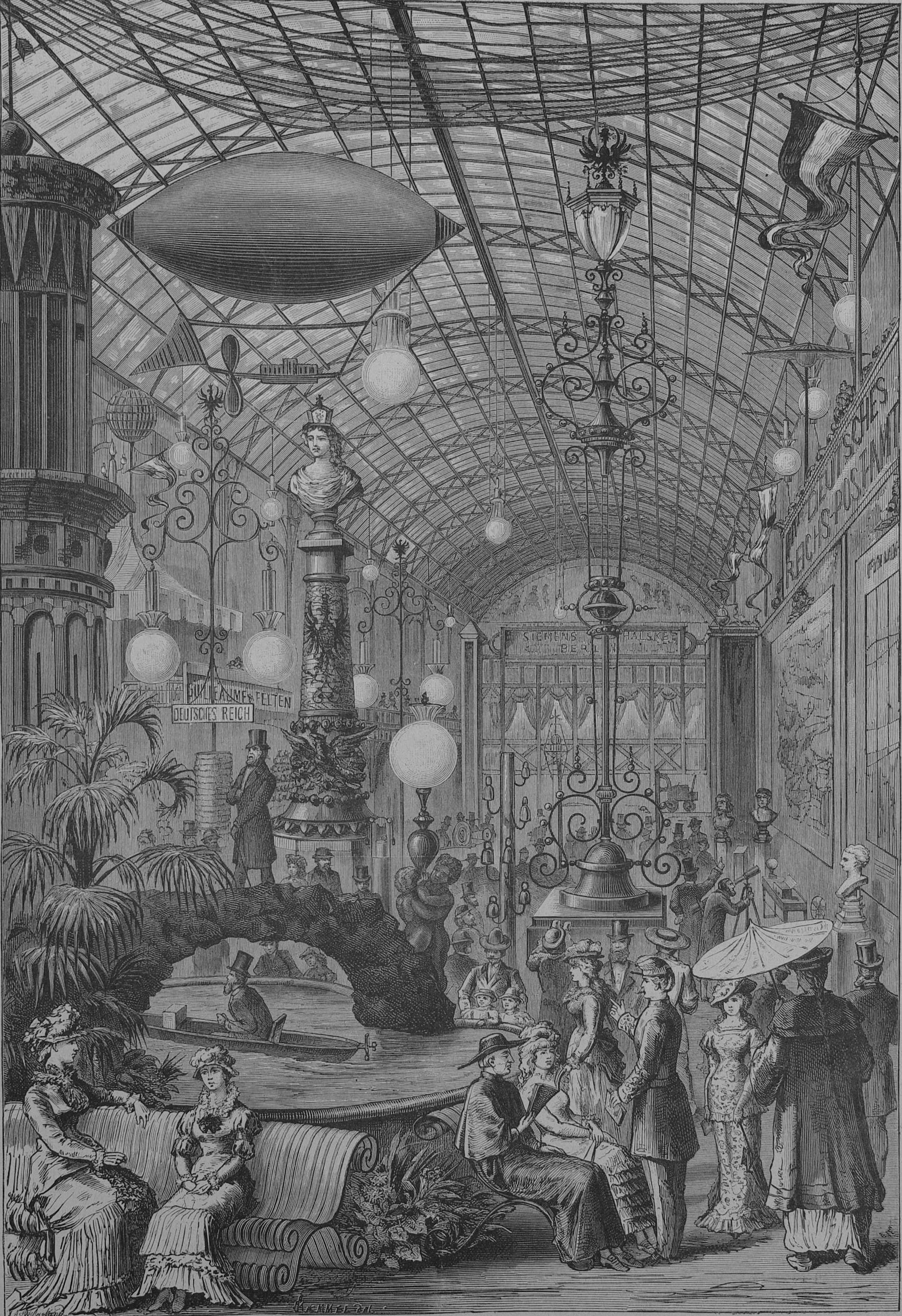
Section allemande de la première exposition internationale d'Électricité à Paris.

- 15 août-15 novembre : exposition internationale d'Électricité à Paris[22]. Clément Ader y présente  dans le « salon téléphonique » de la Société générale des téléphones le théâtrophone qui permet d'écouter les représentations de l'Opéra de Paris et de la Comédie-Française à distance[23].

Résultat des élections de 1881.
Extrême gauche: 46 sièges
Union républicaine: 204 sièges
Gauche républicaine: 168 sièges
Centre gauche: 39 sièges
Bonapartistes: 46 sièges
Monarchistes: 42 sièges

- 21 août et 4 septembre : élections à la Chambre. Poussée à gauche. Les républicains obtiennent 457 sièges contre 88 aux conservateurs[24].
- 26 août : décret instituant le régime des « rattachements ». Les services administratifs de l'Algérie se trouvent directement placés sous l'autorité des ministères concernés à Paris[25].

- 5 septembre : collision ferroviaire de Charenton[26].
- 24 septembre : le marquis Tseng, représentant du gouvernement chinois en Europe, informe le ministre français des Affaires étrangères Barthélemy Saint-Hilaire, que la Chine ne peut pas reconnaître le traité conclu avec l'Annam le 15 mars 1874 ; Gambetta, ministre des Affaires Étrangères depuis le 14 novembre, répond à Tseng le 1er janvier 1882, que le gouvernement français n’hésiterait pas à revendiquer l’entière liberté de ses actes en ce qui concerne l’exécution de ses conventions avec l’Annam. Des opérations de lutte contre le brigandage dans la vallée du fleuve Rouge en 1882 provoquent la guerre entre la Chine et la France pour le contrôle de l’Annam[27].

- 1er octobre : création de la Société de gymnastique et de tir des Girondins, club omnisport (natation, aviron, athlétisme, escrime, etc.) à l’origine du Football Club des Girondins de Bordeaux. Une section football est mise en place en 1910[28].
- 10 octobre : occupation de Tunis par les troupes françaises[29].
- 26 octobre : occupation de Kairouan[15].

- 10 novembre :  les événements en Tunisie provoquent la chute de Jules Ferry[30].
- 14 novembre : début du gouvernement Léon Gambetta (fin en janvier 1882)[30]. Paul Bert est nommé ministre de l’instruction publique[31]. Création d’un sous-secrétariat d’État aux Colonies confié à Félix Faure. Il est supprimé le 9 août 1882 puis rétabli en septembre 1883[32].
- 26 novembre : Louis Tirman est nommé gouverneur général de l’Algérie (fin en 1891)[33].

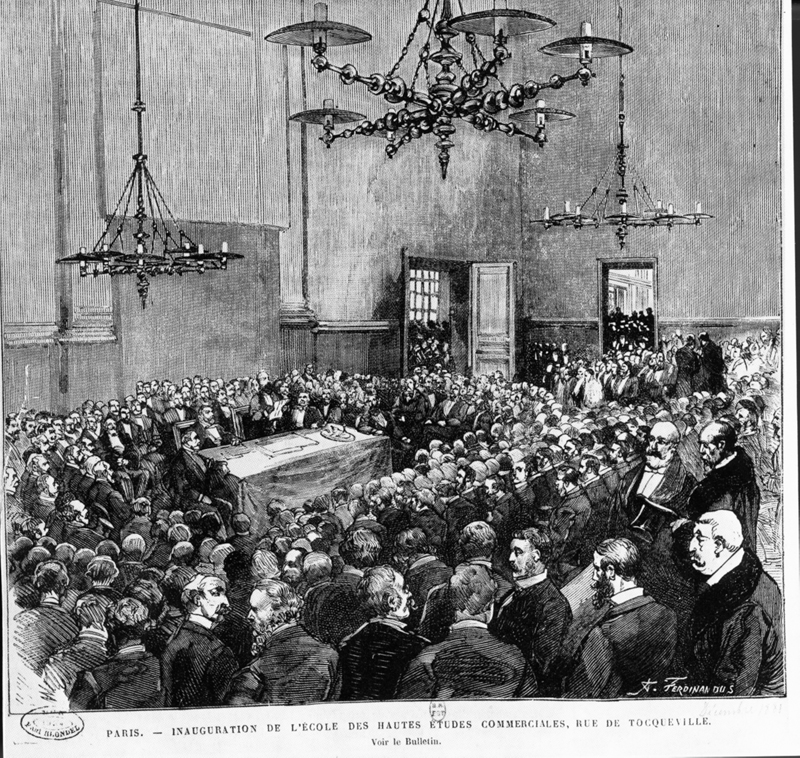
Inauguration de l'École des hautes études commerciales de Paris.

- 4 décembre : inauguration de l'École des hautes études commerciales de Paris[34].
- 12 décembre : création de la Compagnie du Sénégal et de la côte occidentale d’Afrique[35] (Compagnie française de l’Afrique occidentale en 1887).
- 18 décembre : dans un article publié dans Le Citoyen, Jules Guesde s’oppose à la conquête de la Tunisie[25].
- 30 décembre : le recensement de la population montre qu'il y a désormais plus d'un million d'étrangers[36].